# تمی بروس
تَمی کِیْ بروس (به انگلیسی:Tammy K. Bruce؛ متولد ۲۰ اوت ۱۹۶۲) مجری رادیو، نویسنده و مفسر سیاسی محافظه‌کار آمریکایی است. او به عنوان سخنگوی وزارت امور خارجه ایالات متحده در دولت دوم ترامپ فعالیت می‌کند. بروس یکی از مهمانان برنامه‌های شبکه فاکس نیوز بوده و همچنین میزبان گت تمی بروس در فاکس نیشن بوده است.

## دوران اولیه زندگی و تحصیل
تمی کی بروس در ۲۰ اوت ۱۹۶۲ در نورتریج، کالیفرنیا، به دنیا آمد. او دختر ورا لوئیز وارن و رابرت بنسون بروس، که بارتندر بود بود.
بروس دارای مدرک لیسانس در علوم سیاسی از دانشگاه کالیفرنیای جنوبی است.

## زندگی شخصی
در سن ۱۷ سالگی، بروس یک رابطه عاشقانه با بازیگر ۳۴ ساله برندا بنت را آغاز کرد. در آن زمان، بروس به عنوان منشی شخصی بنت استخدام شد.  : 2-5  بعدها، بروس و بنت نزدیک به یک سال با هم زندگی کردند تا اینکه بروس از محل سکونت مشترکشان نقل مکان کرد. بنت پس از مرگ پسرش به شدت افسرده شد. در ۷ آوریل ۱۹۸۲، بنت قبل از قراری که با بروس برای خوردن ناهار داشت، بر اثر شلیک گلوله در خانه اش درگذشت.
در مصاحبه ای در سال ۲۰۰۵ با C-SPAN، بروس اظهار داشت که دوجنسگرا است. بروس افزود که این که او خود را یک لزبین می‌شناسد یک انتخاب بوده است. در یک سخنرانی قبلی، او خود را به عنوان یک لزبین طرفدار انتخاب (در زمینه سقط جنین) معرفی کرده بود.

## حرفه
در ژانویه 2025، دونالد ترامپ اعلام کرد که بروس در دولت دوم خود به عنوان سخنگوی وزارت امور خارجه ایالات متحده منصوب خواهد شد.